# Tetragoniceps arenicolous
Tetragoniceps arenicolous är en kräftdjursart som beskrevs av Krishnaswamy 1957. Tetragoniceps arenicolous ingår i släktet Tetragoniceps och familjen Tetragonicipitidae. Inga underarter finns listade i Catalogue of Life.